# Alberto Spadolini
Alberto Spadolini, född 19 december 1907 i Ancona, Italien, död 17 december 1972, var en italiensk dansare och målare.
Spadolini studerade målning och teaterdekoration vid konstakademien i Rom och därefter för Philippe Colin i Paris. Samtidigt med sina konststudier studerade han från 1923 även dans. Han debuterade som dansare i Monte Carlobaletten 1932 och gjorde sig på kort tid känd som en duktig dansare och fick uppträda på Parisoperan. Han turnerade runt i Europa och Amerika som solist och var under några år Josephine Bakers partner på Casino de Paris. När han fyllde 40 avslutade han sin danskarriär för att helhjärtat ägna sig åt måleri och måla dansframställningar. Han vistades periodvis i Sverige och ställde ut separat på Oscarsteatern i Stockholm 1948, Södra teatern i Malmö 1963 och på Bomans konstgalleri i Stockholm 1964. Separat ställde han bland annat ut i Bryssel, Oran, Luxemburg och ett flertal gånger i Paris. Spadolini är representerad vid Rolf de Marés internationella dansmuseum och Museo d'Arte Moderna i Rom.  